# النظرية الهيدروديناميكية (طب الأسنان)
النظرية الهيدروديناميكية (بالإنجليزية: Hydrodynamic theory)‏ أو نظرية حركية السوائل هي واحدة من النظريات الرئيسية الثلاثة التي تُفسر حساسية الأسنان المفرطة المتمثلة بألم حاد قصير المدة ينشأ بسبب تعرض طبقة العاج الحاوية على النبيبات العاجية لمنبهات مختلفة مثل المنبهات الكيميائية والمنبهات الميكانيكية والتي تؤدي بدورها إلى زيادة تدفق السوائل في النبيبات العاجية لتصل إلى اللب.
عرف ألفريد جيسي النظرية الهيدروديناميكية لأول مرة في عام 1900 وطورها العالم مارتن برنستروم في الستينيات بعد إجراء العديد من التجارب والدراسات، وتعززت النظرية بالدراسات الوبائية التي وجدت الفرق بين عدد النبيبات العاجية في الحالة الطبيعية وعددها في حالة حساسية الأسنان المفرطة.
تفتقر النظريات الرئيسية الأخرى مثل نظرية تنبيغ الأرومة السنية والنظرية العصبية إلى دلائل تدعم صحتها، وعلى هذا الأساس كانت النظرية الهيدروديناميكية هي النظرية الأكثر انتشارًا وقبولًا حتى اليوم في تفسير ألم الحساسية العاجية.

## نظرة عامة
افترضت النظرية الهيدروديناميكية حدوث تغير في حركة السائل الذي يملأ النبيبات العاجية إلى لب السن عند تعرض النبيبات إلى منبه خارجي نتيجة لانكشاف النبيبات العاجية إلى المحيط الخارجي في حالات تآكل السن وفقدان طبقة الميناء والتهاب دواعم الأسنان.
تؤدي حركة السائل في النبيبات العاجية إلى تغير مفاجئ في الضغط ما يحفز الألم في الأعصاب اللبية.
| أنواع المحفزات          | مثال                                   | التأثير                                     |
| ----------------------- | -------------------------------------- | ------------------------------------------- |
| المحفز الميكانيكي       | الإفراط في تنظيف الأسنان بالفرشاة      | تدفق السائل إلى الخارج                      |
| المحفز الحراري (البارد) | الطعام والشراب الباردان                | تدفق السائل إلى الخارج                      |
| المحفز الحراري (الساخن) | الطعام والشراب الساخنان                | تدفق السائل إلى الداخل بسبب انكماش النبيبات |
| التبخر                  | العواصف الجوية                         | تدفق السائل إلى الخارج                      |
| المحفز التناضحي         | السكر والمحاليل الحمضية                | تدفق السائل إلى الخارج                      |
| المحفز الكيميائي        | تبييض الأسنان بالمواد التجميلية السنية | تدفق السائل إلى الخارج                      |

## الأصل والتطور

### ألفريد جيسي – 1900
ألفريد جيسي (1865 – 1957) هو طبيب أسنان سويسري اهتم بالتعويضات السنية وبحث في مشكلة حركة الفك السفلي وعلاقاته بشكل الأسنان وطور أدوات تحاكي حركة المضغ عند الإنسان، بدأ في عام 1883 دراسة طب الأسنان في جنيف وأكمل تعليمه بعدها في كلية بنسلفانيا لجراحة الأسنان في فيلادلفيا ونال شهادة الدكتوراه عام 1887، ودّرس طب الأسنان في جامعة زيورخ ونال الدبلوم الاتحادي في طب الأسنان. كان يُعتقد في ذلك الوقت أن سبب حساسية الأسنان المفرطة هو تحفيز أعصاب العاج أو تنبيغ الأرومة السنية للألم.
عرّف ألفريد جيسي النظرية الهيدروديناميكية لأول مرة في عام 1900 التي تفسر حساسية الأسنان المفرطة في المجلة البريطانية  لطب الأسنان.
لاحظ جيسي في تجاربه السريرية أن تجفيف الحفرة السنية يسبب ألمًا حادًا وقصيرًا يُعرف بحساسية الأسنان المفرطة، وهذا ما أدى بجيسي إلى عرض نظريته التي تنص على تدفق السائل الموجود داخل نبيبات العاج بسبب المحفزات الكيميائية أو الميكانيكية أو الحرارية يؤدي إلى تحفيز الألم في النهايات العصبية اللبية.

### مارتن برنستروم – الستينيات
الدكتور برانستروم (1922-2001) هو طبيب أسنان سويدي متخصص في أمراض الفم وآلية حساسية الأسنان. قدم برنستروم دليلاً يدعم نظرية جيسي الهيدروديناميكية من خلال سلسلة من الدراسات المختبرية لإثبات كون المنبهات هي المسؤولة عن حركة السوائل في النبيبات العاجية بالتالي الشعور بالألم.
أشارت دراسة المختبرية التي أجراها الدكتور برانستروم في عام 1965 إلى أن السن المصاب بفرط الحساسية أظهر عددًا أكبر من النبيبات العاجية المكشوفة مقارنةً بعدد النبيبات العاجية غير المصابة بفرط الحساسية.
أجرى الدكتور برانستروم تجاربه المختبرية باستخدام محفزات بأنواع مختلفة، وتبين أن المحفزات الحرارية الباردة والتناضحية والكيميائية يمكن أن تسبب زيادةً في تدفق السوائل إلى الخارج داخل النبيبات العاجية، لكن على عكس ذلك تسببت المحفزات الحرارية الساخنة في تدفق السوائل إلى الداخل. ذكرت الدراسات المختبرية أن المحفزات التي تسبب تدفق السوائل إلى الخارج تزيد من حساسية الأسنان المفرطة أكثر من المحفزات التي تسبب تدفق السوائل إلى الداخل.

## الانتقادات والنظريات الأخرى

### الانتقادات
ينتقد العديد من العلماء النظرية الهيدروديناميكية على الرغم من وجود أدلة كافية تدعمها، بسبب عدم قدرتها على تفسير الشعور العصبي الناتج عن حساسية الأسنان المفرطة. إذ أن الدراسات لم تثبت إلى الآن قدرة التغيرات الفيزيائية في حركة تدفق السوائل على تحفيز مستقبلات الألم العصبية.
قُدمت دلائل ضد النظرية الهيدروديناميكية في تجربة قُفلت فييها النبيبات العاجية لمنع تدفق السوائل مع تطبيق المنبهات الحرارية ولوحظ أنها أن الألم الناتج عن الحساسية لم ينتهِ وإنما ازداد سوءًا، على هذا الأساس اقترح العلماء أن النظرية الهيدروديناميكية تفسر بعض أنواع المحفزات وليس جميعها.

### النظرية العصبية
تفترض هذه النظرية أن المنبهات الخارجية تؤثر مباشرةً على النهايات العصبية الموجودة في النبيبات العاجية وهذا ما يسبب حساسية الأسنان المفرطة. لاحظت بعض التجارب وجود نهايات عصبية في العاج ولكنها كانت حالات نادرة لذلك لا توجد أدلة كافية تدعم هذه النظرية.

### نظرية تنبيغ الأرومة السنية
تلعب خلايا الأرومة السنية حسب هذه النظرية دورًا مهمًا في نقل الألم إلى النهايات العصبية، لكن واجهت هذه النظرية انتقادات عديدة لعدم كفاية الأدلة التي تدعم العلاقة التي تربط خلايا الأرومة السنية مع النهايات العصبية، بالإضافة إلى استمرار حساسية الأسنان المفرطة بعد أن دمر التسوس خلايا الأرومة السنية.

## تطبيق النظرية
استخدم أطباء الأسنان النظرية الهيدروديناميكية لعلاج حساسية الأسنان المفرطة ومنع حدوثها، وجددت دراسات الدكتور برانستروم من التقنيات المستخدمة في التشخيص والمعالجة.
ينصح أطباء الأسنان بتقليل المحفزات الميكانيكية المسلطة على الأسنان عند التنظيف بالفرشاة إذ أنه سبب أساسي لحساسية الأسنان المفرطة بالإضافة إلى استخدام فرشاة أسنان ذات شعيرات ناعمة، كما يُنصح بتقليل تناول المشروبات الغازية والخل وغيرها من المواد الكيميائية التي تسبب تآكل الأسنان.
تُعالج حساسية الأسنان المفرطة بطريقيتن:
1.   المستحضرات المنزلية مثل غسول الفم ومعجون الأسنان.
2.   علاجات مستخدمة في العيادة مثل مانعات التسرب المحتوية على الراتنج.
استُخدم الليزر في الآونة الأخيرة لعلاج حساسية الأسنان المفرطة عن طريق منع انتقال المحفزات إلى الأعصاب اللبية.